# Myzostoma cubanum
Myzostoma cubanum is een ringworm uit de familie Myzostomatidae.
Myzostoma cubanum werd in 1907 voor het eerst wetenschappelijk beschreven door McClendon.